# East Haddon
East Haddon est une paroisse civile et un village du Northamptonshire, en Angleterre.